# Bartolomeo Ghisi
Bartolomeo I Ghisi (en italiano: Bartolommeo Ghisi; fallecido en 1303) fue el señor veneciano de las islas de Tinos y Miconos en las Cícladas en la Grecia franca. Fue hijo del conquistador de estas islas, Andrea Ghisi, y vivió hasta una edad muy avanzada (ya que es registrado como «muy viejo» en 1290). Fue sucedido por su hijo, Giorgio I Ghisi.